# نادي وي
نادي وي (نادي المصرية للاتصالات) هو نادي كرة قدم مصري تأسس سنة 2006 ويتبع شركة المصرية للاتصالات ( وي ) وتم تغيير الإسم في 09 أغسطس 2023 الى الإسم الجديد. يشارك النادي في حاليًا في الدرجة الثالثة من الدوري المصري. كان النادي قد لعب لفترة قصيرة في الدوري الممتاز حينما صعد في موسم 2006–07 ولكنه سرعان ما هبط في موسم 2008–09 إلى الدرجة الثانية. هبط إلى الدرجة الثالثة في موسم 2016-2017.

## فريق رعد للرياضة الإلكترونية

شعار فريق رعد للرياضة الإلكترونية

فريق رعد هو فريق للرياضة الإلكترونية مملوك لنادي المصرية للاتصالات الرياضي ويعتبر أول فريق رياضات إلكترونية مملوك لنادي رياضي رسمي في مصر، وتم إنشاؤه وإطلاقه في شهر ديسمبر من عام 2020 ويتشكل الفريق من خمس ألعاب وهي فيفا، فالورانت وليج أوف ليجيندز وپبجي ووايلد ريفت.